# والتر مولیا
والتر مولیا (انگلیسی: Valter Molea؛ زادهٔ ۸ ژوئیهٔ ۱۹۶۶) قایقران روئینگ اهل ایتالیا است.